# Luise Kurtz
Luise Kurtz (* 3. August 1848 in Heidesheim; † 31. Dezember 1930) war eine deutsche Malerin.

## Leben
Luise Kurtz wurde am 3. August 1848 auf Gut Oelmühle in Heidesheim bei Ingelheim als Louise Auguste Viktoria Krebs geboren. 1869 heiratete sie den Weingutsbesitzer Rudolph Kurtz (1841–ca. 1913) aus Osthofen.
Kurtz absolvierte als eine der ersten Frauen in Deutschland eine professionelle Ausbildung zur Malerin. Von 1887 bis 1889 studierte sie an der Malerinnenschule Karlsruhe bei Edmund Kanoldt. 1892 folgte eine Ausbildung an der Großherzoglich-Badischen Kunstakademie Karlsruhe bei Friedrich Kallmorgen, von 1893 bis 1894 erhielt sie eine Ausbildung bei Peter Paul Müller in München. In dieser Zeit wurde sie Mitglied der Allgemeinen Deutschen Kunstgenossenschaft und des Malerinnenvereins Karlsruhe. Von 1907 bis 1908 war sie Mitglied im Frauenstimmverein Worms.
Luise Kurtz malte hauptsächlich Landschaftsbilder, jedoch auch zahlreiche Stillleben. Bei Edmund Kanoldt in Karlsruhe wurde sie in der Landschaftsmalerei unterrichtet und malte zunächst mit spätromantischem Ausdruck, unter dem Einfluss von Peter Paul Müller in München jedoch im Stil des Spätimpressionismus. Für die damalige Zeit war Luise Kurtz extrem eigenständig und eigenwillig, da sie nicht nur ihre teure Ausbildung bei Künstlern durchsetzte, sondern nach dem Tod ihres Mannes ihren Lebensunterhalt durch ihre Malerei und den Betrieb des Weingutes ihres Gatten in Osthofen (Rheinhessen) bestritt. Mit der Inflation 1922 verlor sie allerdings ihr Vermögen und war auf Unterstützung durch Verwandte aus Ostpreußen angewiesen. Zahlreiche Gemälde gab sie im Tausch gegen Dinge des täglichen Bedarfs in Zahlung. 1930 starb die Osthofener Impressionistin einsam und unverstanden. Der Nachlass wurde verstreut und ist nur bruchstückhaft erhalten. Das Kulturnetzwerk Osthofen e.V. organisierte im Februar 2018 eine Ausstellung mit rund 40 Werken von Luise Kurtz in den Räumen des Kunstvereins Worms, um auf die Malerin und ihr Werk aufmerksam zu machen. Nach ihrem Tod am 31. Dezember 1930 erfolgte di, Beisetzung auf dem Bergfriedhof Osthofen. Die Sichtung des Nachlasses dauert an.

## Ausstellungen
- 1894: Große Berliner Kunstausstellung
- 1895: Münchner Jahresausstellung von Kunstwerken aller Nationen im Königlichen Glaspalast
- 1897: VII. Internationale Kunstausstellung München, Königlicher Glaspalast
- 1897: Ausstellung des oberösterreichischen Kunstvereins in Linz
- 1897: Internationale Kunstausstellung Dresden
- 1898: Große Berliner Kunstausstellung
- 1901: Gruppenausstellung des Kunstvereins München
- 1902: Gemälde-Ausstellung Worms (eigene Organisation)
- 1905: Erste Wanderausstellung des Verbandes der Kunstfreunde in den Ländern am Rhein in Darmstadt, Frankfurt/Main, Wiesbaden, Straßburg, Karlsruhe, Stuttgart, Freiburg/Br. und Mannheim
- 1905: V. Ausstellung der Freien Vereinigung Darmstädter Künstler, Mathildenhöhe Darmstadt
- 1907: Gruppenausstellung des Kunstvereins München
- 1908: „Landschaftsbilder von Luise Kurtz“, Großherzogliches Museum zu Weimar
- ab 1914: Kollektivausstellung des Bundes Badischer Künstlerinnen, Badischer Kunstverein, in Pforzheim, Heidelberg, Speyer, Mannheim